# Infecție oportunistă
Infecția oportunistă este o infecție determinată de un germen oportunist (bacterie, virus, ciupercă, protozoar) care de obicei este puțin agresiv, dar care devine virulent și capabil să producă grave complicații când se dezvoltă la un bolnav în stare de deficiență imunitară. Ex. infecțiile oportuniste (pneumonia cu Pneumocystis carinii etc.) din cadrul SIDA. 